# Trekroner (ø)
 For alternative betydninger, se Trekroner. (Se også artikler, som begynder med Trekroner)
Trekroner er en kunstig ø i Københavns Havn nord for Refshaleøen. Trekroner lå oprindeligt ca. 200 m længere mod nord og fungerede fra 1713 til 1731 bl.a. som karantænestation og fængsel (1728). Det nuværende område grundlagdes i 1786, men var ikke færdigt ved Slaget på Reden (2. april 1801) eller ved det engelske bombardement i 1807. Først i 1828 blev man færdig med byggeriet efter en periode med økonomisk nedgang.
Der er normalt kun adgang til Trekroner med sejlbåd, motorbåd, kano eller kajak. Der er  en sommercafe og selskabslokaler på fortet. Kronprinseparret deltog fredag den 25. juni 2010 i den officielle åbning af Københavns befæstning og søfortet Trekroner.

## Historie
Trekroner var en del af Københavns Befæstning, men blev lukket i 1932. I 1934 blev stedet overtaget af Københavns Havnevæsen og var udflugtssted indtil 2. verdenskrigs udbrud. Under krigen blev fortet benyttet til indkvartering for besættelsesmagten.
I 1983-84 blev fortet fredet og solgt til Statens Bygningsfredningsfond for det symbolske beløb: 3 kroner. Efterfølgende blev de stærkt forfaldne bygninger og bygværker restaureret.I 1994 blev det igen åbnet som udflugtsmål. Trekroner blev overtaget af Kulturarvsstyrelsen. Der oprettedes i den tidligere kommandantbolig en café og restaurant, men i 2006 overgik forpagtningen til den daværende ejer af Middelgrundsfortet.
Da kasematbygningen var ved at forfalde pga. fugt, blev der i 2005 foretaget en større renovering.
Omkring 2009 blev Trekroner igen restaureret. I 2025 startede flytningen af Trekroners bølgebryder til Lynetteholmen.

### Trekroner Søfort
Trekroner Søfort var et befæstningsanlæg ved indgangen til Københavns havn. Søfortet udgjorde en del af Københavns befæstning.
Det oprindelige Trekroner Søfort lå nogle hundrede meter nord for det nuværende. Det blev anlagt i 1713 ved at man satte tre gamle linjeskibe på grund og fyldte dem op med sten. Ét af linieskibene hed Trekroner, og deraf har søfortet fået sit navn.
Bygningen af det nuværende søfort blev påbegyndt i 1787 ved opfyldning på stedet med jord inden for en konstruktion af nedrammede pæle. Fortet udgjorde en vigtig del af den danske forsvarslinje i forbindelse med Slaget på Reden den 2. april 1801, hvor det var bestykket med hele 60 kanoner. Det var også i aktion ved det engelske angreb i 1807. Fra 1818 til 1828 og i 1860´erne blev det kraftigt udvidet.
Fortet var en del af Københavns Befæstning fra 1870´erne til 1920. Det blev nedlagt som fort ved hærloven af 1922. Herefter blev det brugt til uddannelse af kystartilleriets værnepligtige indtil 1932, da det blev endeligt nedlagt. 
| I vest lå Vestvolden | I nord lå Garderhøj Fort, Lyngbyfortet og Fortunfortet   | I nordøst lå Taarbæk Fort, Hvidøre og Charlottenlund FortI øst lå Middelgrundsfortet, Trekroner og FlakfortetI sydøst på Amager lå Prøvestenen, Kastrup Fort, Dragør Fort og Kongelundsfortet |
| I vest lå Vestvolden | Bygherre: J.B.S. Estrup (grønt for land - blåt for vand) | I nordøst lå Taarbæk Fort, Hvidøre og Charlottenlund FortI øst lå Middelgrundsfortet, Trekroner og FlakfortetI sydøst på Amager lå Prøvestenen, Kastrup Fort, Dragør Fort og Kongelundsfortet |
| I vest lå Vestvolden | I syd lå Mosede Fort                                     | I nordøst lå Taarbæk Fort, Hvidøre og Charlottenlund FortI øst lå Middelgrundsfortet, Trekroner og FlakfortetI sydøst på Amager lå Prøvestenen, Kastrup Fort, Dragør Fort og Kongelundsfortet |

## Galleri
- Trekroner.
- Trekroner.
- Trekroner.